# Drama/Mex
Drama/Mex è un film messicano del 2006 diretto da Gerardo Naranjo.

## Trama
Il film interseca tre storie diverse ambientate ad Acapulco e si svolge nell'arco di 24 ore. Nella prima storia l'attraente e trasgressivo Chano riconquista Fernanda, la sua ex-ragazza, che nel frattempo si era fidanzata con Gonzalo. Fernanda è la figlia di un magnate di alberghi di lusso e Gonzalo incarna lo stereotipo del bravo ragazzo. Quando Gonzalo scopre la tresca in principio cerca di riconquistare Fernanda ma la sua rabbia si trasforma presto in autodistruzione.
Nella seconda storia, Jamie è un burocrate di mezza età che sta attraversando una crisi depressiva. Dal suo rifiuto ad un invito della figlia, si apprende che ha una relazione incestuosa con lei. Un giorno, stanco ed oppresso dalla sua esistenza intorpidita, decide di rubare le buste paga dei suoi colleghi per ritirarsi in un bel motel sulla spiaggia dove contemplare il suicidio.
La terza storia segue le difficoltà a cui va incontro una quindicenne di nome Tigrillo, che dopo essere fuggita di casa incontra una banda di criminali a caccia di minorenni da inserire in un giro di prostituzione femminile. La sua storia si interseca con la precedente nel momento in cui Jamie fa il suo ingresso nel motel e incontra Tigrillo, la sua "massaggiatrice".